# Cruis'n Exotica
Cruis'n Exotica es un videojuego de carreras de 1999 desarrollado para arcades por Midway Games. El juego es una secuela de Cruis'n World y es la tercera entrega en la serie Cruis'n.
Fue portado por Gratuitous Games y lanzado en la Nintendo 64 en el 2000, con una versión de Game Boy Color desarrollada por Crawfish Interactive.

## Jugabilidad
Cruis'n Exotica se juega similar a los juegos anteriores en la serie, pero añade un sistema de PIN para progresar en la carrera como San Francisco Rush 2049. Los niveles toman lugar en locaciones exóticas en el universo, tal como Las Vegas, Hong Kong, y la superficie de Marte. El juego permite a un jugador elegir un conductor visible en la pantalla durante las carreras, incluyendo un marciano, un bebé, un payaso, y un vaquero.
La versión de Nintendo 64 es similar a su contraparte de arcade, con cambios changes siendo hecho para trazar pistas de carreras, carece completamente de vehículos con licencia, y más vehículos ocultos.

## Recepción
Los ports domésticos del juego fueron recibidos con una recepción muy variada. GameRankings y Metacritic le dieron una puntuación de 55,87% y 43 sobre 100 para la versión de Nintendo 64, y 48% para la versión Game Boy Color.
Electronic Gaming Monthly señaló que la versión de Nintendo 64 "funciona sin problemas, pero adolece de un tremendo nivel de atracción. Este problema visual puede dificultar la navegación por la carretera, un problema que se vuelve particularmente potente cuando compites con amigos en el modo multijugador. Otra preocupación es el valor de repetición: los primeros 10 minutos más o menos realmente te enganchan, pero cuando dominas el control, el desafío desaparece y también la diversión".
Brad Shoemaker de GameSpot escribió sobre la versión de Nintendo 64: "Los gráficos del juego se ejecutan con bastante fluidez en una plataforma que no es conocida por sus gráficos fluidos. Desafortunadamente, esta suavidad tiene un precio: los autos y las pistas de Exotica carecen de detalles. El juego parece decente, pero no te dejará boquiabierto ". Shoemaker también escribió que el juego "requiere muy poca habilidad o delicadeza, pero para el jugador casual que no quiere dedicar mucho tiempo a correr en una pista, eso no es realmente malo".
Cory D. Lewis de IGN escribió que la versión de Nintendo 64 presentaba una jugabilidad casi idéntica a la de sus predecesoras, escribiendo "eso de ahí significa cierta perdición para este último título. Una vez más, solo encontramos algunos pequeños detalles adicionales para ayudar a diferenciar esta secuela como algo 'nuevo' para los jugadores ". Lewis escribió que el juego se volvería aburrido "a menos que seas extremadamente joven o te dejes impresionar". Lewis elogió la velocidad de fotogramas del juego, pero criticó sus gráficos, escribiendo: "¡Qué asco! Qué asco, qué asco, qué asco. Tenemos una palabra para describir estas imágenes, y lo acabas de escuchar cuatro veces seguidas". Lewis ofreció algunos elogios por la música del juego, pero criticó sus efectos de sonido y comparó el juego con otros juegos de carreras de Midway como Stunt Racer 64 y San Francisco Rush 2049. : "Excepto que por lo que cada uno de estos juegos hace bien, Exotica simplemente hace todo lo contrario y realmente decepciona en comparación".
Frank Provo de GameSpot escribió que la versión de Game Boy Color "tiene sólo un parecido pasajero con sus contrapartes de arcade y consolas". Provo criticó la inteligencia artificial del juego y sus sonidos limitados, incluidos sus efectos de motor "suaves" y "música rítmica y blues pequeña" y señaló que el juego tiene "una velocidad de cuadro rápida y un obstáculo -fondos rellenos, aunque a costa de un barniz granulado general y sprites de vehículos de dos tonos". Provo escribió que a pesar de las fallas del juego, "nunca hay ninguna duda de que estás jugando un juego de Cruis'n".
Craig Harris de IGN, quien revisó la versión de Game Boy Color, escribió que "por más impresionante que sea el motor del juego, el juego es simplemente insípido". Harris criticó la inteligencia artificial del juego y su modo Cruis'n Freestyle, escribiendo "¿dónde está el incentivo para jugar el modo circuito si puedes correr todas las pistas en un modo separado? Esa no es exactamente una planificación inteligente. […] El el factor de reproducción se destruye simplemente por la inclusión de un modo único que realmente no necesitaba estar allí".